# Lista de episódios de Descolados
Esta é uma lista de episódios da série brasileira Descolados, exibida na MTV Brasil em 2009.

## Primeira temporada
| |                        |    |  |  |  |
| "Shuffle" | 14 de julho de 2009    | 01 |  |  |  |
| Teco chega a Londres, onde planeja passar seis meses num curso de inglês. Mas uma pontinha de cigarro de maconha faz com que ele seja deportado de volta para o Brasil. Ele desembarca em São Paulo sem saber o que fazer. Só tem a certeza que não volta para a casa dos pais, em Bauru (SP). Enquanto isso, Lud sai de casa, um dia após sua formatura. Os pais são pegos de surpresa, mas ela é irredutível. Tanto que ao anunciar a decisão já estava com o apartamento alugado com um amigo de balada. De forma alguma pensa em olhar para trás. O que ela não imagina é que o “amigo” desiste do acordo e a deixa na mão. Com quem dividir o apartamento? Filipe após comprar um filhotinho de labrador para a namorada, ouve a frase que ninguém gosta de ouvir: acabou. Desolado, ele sai da casa que dividia com Tássia sem saber onde vai dormir aquela noite e nas noites seguintes. Graças a esses contratempos, os três jovens se conhecem na noite paulista e, a partir desta noite, passam a morar sob o mesmo teto. |                        |    |  |  |  |
| |                        |    |  |  |  |
| "Namorada" | 21 de julho de 2009    | 02 |  |  |  |
| No segundo episódio, Teco e Felipe vão conhecer o clube onde Lud trabalha. E não só trabalha, lá ela conhece Marcelo e decide que é com ele que vai estrear o apartamento. Teco continua fingindo para os pais que está em londres. Mas está preocupado: se ele encontrar alguém de Bauru, sua mentira pode ser descoberta. Felipe ainda não tem certeza se fica ou não no apartamento. Leo, seu agente, avisa que tem vaga numa república de modelos – o primeiro lugar em que Felipe morou em São Paulo. E Felipe ainda fica na dúvida: volta para a vida antiga ou pula de cabeça na nova? |                        |    |  |  |  |
| |                        |    |  |  |  |
| "Não" | 29 de julho de 2009    | 03 |  |  |  |
| Nesse episódio Teco decide arregaçar as mangas e começa a trabalhar em uma loja de roupas masculinas. No treinamento ele recebe a orientação que jamais poderá dizer a palavra não aos clientes. As regras o deixam totalmente atrapalhado em seus atendimentos e o fracasso em vendas passa ser a consequência. Enquanto isso, Lud descobre que morar sozinha implica lavar suas próprias roupas. |                        |    |  |  |  |
| |                        |    |  |  |  |
| "A Mãe da Garota" | 04 de agosto de 2009   | 04 |  |  |  |
| Teco está saindo com Maíra, a garota que conheceu na loja onde trabalhou. Enquanto isso Lud recebe uma ligação de Nara, sua irmã mais nova. Nara está de castigo por ter ficado de recuperação em quatro matérias e, revoltada com sua ‘prisão’, encheu a cara com as bebidas do pai. Lud pede ajuda para Felipe e os dois vão resgatar Nara. |                        |    |  |  |  |
| |                        |    |  |  |  |
| "DJ Lester" | 11 de agosto de 2009   | 05 |  |  |  |
| Lud consegue trazer Lester, um DJ londrino, para tocar no clube. Márcio deixa sob responsabilidade dela cuidar da estadia do DJ no Brasil, e Lud está animada: sabe que, se tudo der certo, vai chegar mais perto de conseguir sua própria noite. |                        |    |  |  |  |
| |                        |    |  |  |  |
| "Festa" | 18 de agosto de 2009   | 06 |  |  |  |
| Lud está irritada porque ninguém reconhece a sua fantasia até que Flávio, um amigo de um amigo, aparece e compreende de imediato qual o disco de Lud. Ela se encanta com Flávio e acha que ele também ficou interessado, só tem um problema: Flávio está acompanhado e Lud não sabe direito o que fazer. |                        |    |  |  |  |
| |                        |    |  |  |  |
| "Liberdade" | 25 de agosto de 2009   | 07 |  |  |  |
| Felipe está querendo fazer uma tatuagem mas seu contrato com a Henri François não permite que ele mude nem o corte de cabelo. Felipe está cada vez mais de saco cheio dos comerciais que tem que fazer e está pensando em mudar de vida. Lud está apaixonada por Flávio, mas quando resolve dar uma passada no apartamento… Para pegar umas roupas, vê que o lugar está uma zona. Brava, vai reclamar com Teco, abre a porta sem bater – e acaba vendo mais do que gostaria. |                        |    |  |  |  |
| |                        |    |  |  |  |
| "Arroz Cru" | 1 de setembro de 2009  | 08 |  |  |  |
| Flávio vai viajar com a banda e Lud está insegura. No meio do nervosismo, ela implica com alguma bobagem e eles acabam brigando na véspera da viagem. Lud fica ainda mais insegura. Felipe vai fazer um teste de sunga para um comercial. Teco tem a chance de conseguir o emprego que sempre quis. Só tem um problema: A empresa que quer contratá-lo ligou para Bauru e acha que Teco está em Londres, e agora ele precisa explicar porque está em São Paulo. |                        |    |  |  |  |
| |                        |    |  |  |  |
| "Bauru" | 8 de setembro de 2009  | 09 |  |  |  |
| Teco encontra um primo de Bauru, Víctor, que está passando uns tempos em São Paulo. Teco pede para que o primo mantenha segredo sobre seu paradeiro, mas Víctor diz que não pode mentir: agora ele é evangélico e não concorda em mentir. Felipe está namorando Kika, e na maré de boa sorte consegue um papel numa companhia de grande publicidade. Enquanto isso, Lud está preparando os preparativos para a sua noite. |                        |    |  |  |  |
| |                        |    |  |  |  |
| "Caótica" | 15 de setembro de 2009 | 10 |  |  |  |
| Felipe está numa sinuca de bico. Tássia se insinua cada vez mais para ele, e Felipe tenta resistir mas acaba cedendo e sem conseguir escolher entre Tássia e Kika, resolvendo ficar com as duas. Enquanto isso, Lud termina os últimos preparativos para a inauguração da sua noite. E Teco está as voltas com Nara. |                        |    |  |  |  |
| |                        |    |  |  |  |
| "Boa Noite" | 22 de setembro de 2009 | 11 |  |  |  |
| Lud quer passar a noite em casa comendo brigadeiro e vendo TV, mas todo mundo parece ter outros planos. Felipe decide que vai voltar com Tássia e já tem tudo planejado: vai falar com ela na estreia do comercial que os dois gravaram juntos. Teco vai sair com Nara e as amigas dela. Só Beavis aceita ficar com Lud no apartamento. |                        |    |  |  |  |
| |                        |    |  |  |  |
| "Vende-se" | 29 de setembro de 2009 | 12 |  |  |  |
| Teco e Felipe descobrem que Lud está devendo dinheiro para o banco. Eles se oferecem para ajudar, mas Lud diz que não precisa. Orgulhosa, ela prefere vender seu carro a pedir ajuda para alguém. Depois da briga com Léo, Felipe está atrás de outra agência de modelos. Mas não está sendo fácil: nenhuma agência parece disposta a aceitá-lo. E Teco se lembra que o dia de “voltar de Londres” está chegando. Mas tem um problema: ele ainda não preparou nada para a volta e nem sequer treinou seu inglês. |                        |    |  |  |  |
| |                        |    |  |  |  |
| "Desembarque" | 6 de outubro de 2009   | 13 |  |  |  |
| Faltam três dias para Teco voltar de “Londres”. E ele está desesperado: Os pais vão buscá-lo no aeroporto esperando que ele saia pelo portão de desembarque. Mas Teco não tem como “desembarcar”. Com a ajuda de Lud e Felipe, ele concebe um plano. E começa a preparar seu repertório. |                        |    |  |  |  |

## Segunda temporada
Em outubro de 2009 foi noticiado pela assessoria de imprensa da Mixer que negociações entre a produtora e a MTV estariam avançadas para a produção de uma segunda temporada da série em 2010.